# Christophe Aguiton
Pour les articles homonymes, voir Aguiton.
 (janvier 2021).
Si vous disposez d'ouvrages ou d'articles de référence ou si vous connaissez des sites web de qualité traitant du thème abordé ici, merci de compléter l'article en donnant les références utiles à sa vérifiabilité et en les liant à la section « Notes et références ».
Christophe Aguiton, né le 5 juillet 1953, est un sociologue et militant syndical et politique français.

## Biographie
Christophe Aguiton naît dans une famille politisée. Son père, Pierre Aguiton, participe à plusieurs cabinets ministériels sous Valéry Giscard d'Estaing avant d'être élu président UDF du conseil général de la Manche. Sa mère, née Christine Daure, professeur d'histoire-géographie, militante au Snes et coopérante au Maroc, est une écrivaine et militante des droits de l'homme. Après l'avoir caché chez elle, elle épousa en prison le dissident politique marocain Abraham Serfaty. Son grand-père maternel, Pierre Daure, fut préfet gaulliste du Calvados et recteur de l'université de Caen.
Élevé par sa mère après le divorce de ses parents, quand il a cinq ans, il vit sept ans au Maroc, à Tanger puis Casablanca. De retour en France, il fait Maths-sup au lycée Chaptal à Paris, puis suit des études de maths-physique et histoire-géo à Jussieu. Il manifeste contre la loi Debré de 1973, et adhère à la Ligue communiste révolutionnaire au sein de laquelle il exerce des responsabilités dans les années 1980.
Il entre ensuite à France Télécom. Syndicaliste à la CFDT, il en est exclu par Edmond Maire, et participe à la création de SUD-PTT en 1988, sous les couleurs duquel il est élu au conseil d'administration de France Télecom. En 1994, il crée l'association Agir ensemble contre le chômage (AC !) dont le porte-parole national actuel est Pierre-Étienne Bouchet et organise une marche contre le chômage en France. Quatre ans plus tard, il est membre fondateur de l'association altermondialiste ATTAC.
Il renonce à ses fonctions à SUD à la fin de l'an 2000. Il est depuis plus de dix ans un des animateurs de la Commission internationale d’Attac France.
Il s'engage également dans les cercles militants à la gauche du Parti socialiste pour une candidature unitaire des forces antilibérales qui s'étaient unies pour un non de gauche lors du référendum sur le traité constitutionnel en 2005 (Appel des 200).
Au sein de France Télécom, il est aujourd'hui chercheur à Orange Labs. Il a co-dirigé avec Dominique Cardon un séminaire sur « Internet, communication et société » à l'université Paris 1 Panthéon-Sorbonne, dans le cadre du master en communication politique et sociale. Il est aujourd'hui professeur associé en sociologie du web au sein du master cultures et métiers du web de l'université Paris-Est-Marne-la-Vallée.

## Publications
- Le Retour de la question sociale. Le renouveau des mouvements sociaux en France, avec Daniel Bensaïd, Éditions Page deux, Lausanne, 1997, 215 p.  (ISBN 2-940189-05-6)
- Attac Contre la dictature des marchés, ouvrage collectif, éd. Syllepses, Paris, 1999, 160 p.
- Le Monde nous appartient, éd. Plon, Paris, 2001  - ed. augmentée Le monde nous appartient : Porto Alegre, Florence, Évian : les acteurs d'une autre mondialisation, éd. 10-18, 2003.
- Pour comprendre la crise argentine, Denis Rolland, Joëlle Chassin (éditeurs), avec Jean-Michel Blanquer, Daniel Campi... [et al.], L’Harmattan, 2003, 278 p.
- Où va le mouvement altermondialisation ? ... et autres questions pour comprendre son histoire, ses débats, ses stratégies, ses divergences / Christophe Aguiton... [et al.]. – Éd. La Découverte, Paris, 2003, 127 p.
- Quelle démocratie voulons-nous ? Pièces pour un débat avec Alain Caillé, Geneviève Azam et Roger Sue, éd. La Découverte, Paris, 2006, 142 p.
- Tous dans la rue. Le mouvement social de l'automne 2010, ouvrage collectif, éd. Le Seuil, 2011, 180p
- L'internationale sera le genre humain ! ouvrage collectif sous la direction de Pierre Beaudet et Thierry Drapeau, 2015
- Le monde qui émerge. Les alternatives qui peuvent tout changer, ouvrage collectif, éd. Les Liens qui Libèrent, livre ATTAC, 2017, 224p
- La gauche du 21ème siècle, enquête sur une refondation, éd. La Découverte, 2017, 240p